# 非洲小鮋
非洲小鮋是輻鰭魚綱鮋形目鮋亞目鮋科的其中一種，為熱帶海水魚，分布於中東大西洋塞內加爾與安諾本島海域，體長可達90公分。棲息在沿岸岩石底質底層水域，生活習性不明。

## 扩展阅读
維基物種上的相關：非洲小鮋